# Thérapie par réalité virtuelle
 (février 2013).
La thérapie par réalité virtuelle ou réalité virtuelle thérapeutique consiste en l'utilisation de matériels immersifs (masque de réalité virtuelle, ordinateur, traqueur de mouvement, etc.) et de logiciels créant des environnements virtuels pour prendre en charge des individus souffrant de pathologies, de troubles physiques ou de troubles mentaux.
Avec la production en masse de masques de réalité virtuelle depuis 2012 (date de la sortie des premiers Oculus) permettant à l'utilisateur d'interagir en temps réel avec des environnements créés par ordinateur, de nombreux jeux vidéo immersifs sur ordinateur PC et consoles ont été distribués largement sur le marché. Les joueurs peuvent ainsi impliquer leurs sens de manière plus immersive dans une expérience de jeu.
Il convient de distinguer la réalité virtuelle immersive qui immerge son utilisateur dans l'environnement et lui permet d'interagir avec celui-ci (ex. : masques Meta ou HTC Vive), de la réalité virtuelle qui permet des interactions sans toutefois immerger les sens de l'utilisateur dans l'environnement (ex. : la Wii). Dans ce dernier cas, l'utilisateur est simplement face à un écran de type téléviseur. Il faut toutefois noté que par commodité d'usage et par simplicité, il est courant de parler de réalité virtuelle immersive en utilisant les termes de réalité virtuelle.
En dehors de l'univers ludique, le monde scientifique et médical a su tirer parti de cette confusion entre monde réel et virtuel qu’est capable d’induire un système informatique de pointe, ceci à des fins thérapeutiques. L’adjectif thérapeutique est à prendre dans un sens large, à savoir tout ce qui peut aider le patient à prendre en charge ses troubles quels qu’ils soient, de façon directe ou indirecte.

## Principe
La réalité virtuelle immersive représente une avancée technologique significative dans le domaine médical, permettant une immersion profonde de l'utilisateur dans un environnement tridimensionnel interactif. Ses principales caractéristiques sont l'interaction et l'immersion. L'interactivité fait référence à la présence de multiples canaux sensoriels (vue, ouïe, toucher) et l'immersion fait référence au niveau d'implication de l'individu avec l'environnement virtuel. Ces deux concepts ensemble définissent le « degré de présence », c'est-à-dire le sentiment d'être présent dans la situation. Un haut degré de présence est nécessaire pour manipuler les processus cognitifs impliqués dans le contrôle moteur.
Dans le cadre de la rééducation physique, certaines preuves tendent à montrer la supériorité de la rééducation basée sur la réalité virtuelle par rapport à certaines thérapies alternatives. Par exemple, lorsqu'elle est réalisée avec la réalité virtuelle immersive, la performance fonctionnelle des membres supérieurs (tâches de préhension et de placement) est plus rapide et plus efficace chez les patients atteints de la maladie de Parkinson que lorsqu'elle est réalisée devant un écran 2D.

### Objectifs
L'objectif diffère selon les applications médicales. Dans le cadre de la rééducation physique, l'objectif est de motiver et d'engager le patient à travers des jeux videos thérapeutiques ludiques pour l'encourager et l'engager dans sa rééducation et son processus de récupération. Dans le cadre de la formation médicale, le but est de créer des environnements se rapprochant le plus possible des conditions réelles afin de permettre aux professionnels de se former sans risque pour les patients. Dans le cadre des phobies, des thérapies courtes permettent d’exorciser les troubles du patient en l’aidant à apprivoiser progressivement la situation anxiogène. En s'habituant à la confrontation avec l’objet de ses peurs, le patient se désensibilise.

### Présentation
La réalité virtuelle n’était au départ pas destinée à être utilisée à des fins thérapeutiques. Le casque HMD permettant la vue en 3D d’une scène a été créé en 1968 par le Pr Ivan Sutherland, et les gants Dataglove, équipés de capteurs, ont été eux inventés en 1977. Entre ces deux dates, le masque de réalité virtuelle a surtout été utilisé à des fins militaires, scientifiques ou artistiques. Ce n’est que dans les années 1980 que l’équipement a commencé à être utilisé par la NASA en tant qu’outil d’entraînement et par les militaires pour simuler respectivement la conduite de navettes, de tanks et d’hélicoptères. Dès lors, et surtout à partir du début des années 1990, le champ des applications possibles s’est progressivement élargi vers le médical. Pour le patient, celui-ci doit être muni d’un masque de réalité virtuelle ou HMD en anglais, d’écouteurs, de gants Dataglove et éventuellement d’un siège dynamique ou de manettes. On y adjoint souvent des capteurs afin de connaître la position dans l’espace et l’attitude des membres ou tout autre paramètre physiquement mesurable (activité cérébrale, cardiaque, réflexe, amplitude d’un geste…) Pour le praticien, d’un clavier et d’un écran ou d’un écran tactile.
Le patient devient acteur d’un monde virtuel en 3D, qui évolue en fonction de ses mouvements corporels (hochement de tête, crispation des mains…). La réalité virtuelle thérapeutique s'appuie sur les thérapies cognitivo-comportementales (TCC). Sur le même principe que celui des thérapies cognitivo-comportementales (TCC), la réalité virtuelle permet une exposition contrôlée aux stimuli phobiques grâce à l'exposition répétée à la situation de peur pour atténuer les réactions émotionnelles et comportementales indésirables chez le patient. La réalité virtuelle immersive avec une simulation précise et adaptable rend l'exposition à la source de la phobie plus accessible et moins intimidante pour le patient. Le thérapeute maitrise l’environnement permettant de simuler des situations difficiles à reproduire dans la réalité. Par exemple, dans une étude sur l’arachnophobie, plus de 80 % des participants ont préféré la réalité virtuelle immersive aux méthodes classiques. Cela est corroborée par des taux de refus significativement inférieurs et une persistance accrue dans le suivi des thérapies.

## Avantages
Les avantages de ce type de thérapie sont nombreux.

### Dans le cadre de la rééducation
Dans le cadre de la rééducation physique, l'utilisation de la réalité virtuelle immersive présente des avantages liés à la gestion de la douleur, au dépassement de la peur du mouvement et à la motivation des patients, qu'il s'agisse d'une pathologie orthopédique, traumatologique ou rhumatologique (ex.: rupture de la coiffe des rotateurs), d'une pathologie neurologique avec des conséquences physiques (ex. : maladie neurodégénérative ou accident vasculaire cérébral) ou bien d'une pathologie d'origine vestibulaire.
La réalité virtuelle immersive fournit un retour sensoriel artificiel permettant aux individus de vivre des activités et des événements similaires à ceux qu'ils pourraient rencontrer dans la vie réelle. Cela permet un entraînement orienté vers la tâche, répétitif et intensif tout en réduisant la perte de motivation pendant la rééducation grâce à des activités présentées de manière agréable et attrayante, augmentant ainsi l'engagement et l'adhésion au traitement. En raison des résultats positifs accompagnant l'utilisation de la réalité virtuelle thérapeutique, même parmi les personnes âgées qui ont une bonne acceptation de cette technologie, des entités de santé nationales telles que la Haute Autorité de Santé encouragent le développement et l'utilisation, de telles technologies.
Ces avantages sont détaillés plus bas, dans les champs d'application.

#### Gestion de la douleur
Son impact a été étudié dans divers contextes, y compris celui des douleurs chroniques et aiguës. Des revues systématiques et essais contrôlés randomisés mettent en avant les bénéfices de la réalité virtuelle thérapeutique dans le traitement de diverses conditions douloureuses, comme les douleurs de membre fantôme, les douleurs du rachis lombaire, ou encore les douleurs du rachis cervical,. Des améliorations significatives dans la gestion de la douleur chronique ont également été notées grâce à l'usage de la réalité virtuelle.
Les résultats montrent jusqu'à 60% de réduction de la douleur perçue par les patients pendant les soins sur les grands brûlés. Cette atténuation significative est corroborée par l’observation d'activité cérébrale réduite dans les zones associées à la douleur lors de son utilisation. Son efficacité dans la réduction de la douleur s’explique par son potentiel de distraction, offrant une expérience immersive qui détourne l'attention du patient de la douleur,.

#### Effet sur la kinésiophobie
La kinésiophobie, ou la peur du mouvement, est l’un des obstacles majeurs rencontrés dans la rééducation. Cette appréhension, liée à l’anticipation de la douleur, conduit le patient à une réduction de l'activité physique, ce qui entrave le processus de récupération. Des études ont montré que la réalité virtuelle immersive permet de réduire la kinésiophobie significativement plus que la rééducation classique seule : pour les patients souffrant de douleurs du rachis cervical, les patients atteints de fibromyalgie. Dans le cadre des cervicalgies chroniques non spécifiques, une amplitude de mouvement des patients plus importante est observée. Cela s’explique par un procédé de détournement d’attention, parfois comparé à de l’auto-hypnose. Le patient se focalise sur son environnement en réalité virtuelle et sur l’objectif de l’exercice de rééducation. Il exécute donc ses mouvements avec très peu d’appréhension, voire instinctivement.

#### Source de motivation
La réalité virtuelle immersive motive les patients à un niveau profond grâce à des environnements virtuels variés et attrayants et des exercices avec des objectifs clairs et des feedbacks instantanés sur leurs performances. Elle favorise l'apprentissage neuromoteur, augmente l'adhésion aux programmes de rééducation et réduit la perception de l'effort, en rendant les séances plus agréables et moins monotones. La sensation d'épuisement est également diminuée. Le patient est dans un comportement orienté vers son objectif thérapeutique, ce qui augmente ainsi son adhésion à l'exercice. Elle permet au patient de sortir de la lassitude de ses exercices de rééducation habituels et l’encourage à se dépasser. Elle améliore aussi bien la motivation que l’observance du patient à la pratique d’activités physiques et d’exercices thérapeutiques.

#### Acceptation auprès des personnes âgées
Des études indiquent que la réalité virtuelle est réalisable et bénéfique pour les personnes âgées, même pour celles ayant des capacités sensorielles, de mobilité, ou cognitives limitées. Elle a également montré son efficacité auprès de ce public dans des contextes aussi exigeants que les unités de soins intensifs. La réalité virtuelle se distingue par sa capacité à engager les utilisateurs de toutes catégories d'âge, y compris les personnes âgées institutionnalisées, en nécessitant uniquement la capacité de comprendre et suivre des instructions verbales simples,. Une étude de satisfaction parmi les populations âgées a même montré qu'elles étaient enthousiastes à propos de ce type d'exercices, étant motivées par les composants ludiques qui stimulent leur adhésion, permettant au plaisir de surpasser la répétition et l'intensité de l'exercice.

### Dans le cadre des phobies
Il n’est pas nécessaire de se déplacer sur le lieu de la phobie comme c’est le cas pour les thérapies d’exposition traditionnelles, d’où un gain de temps et d’argent. En effet, malgré un coût d’achat élevé, le matériel peut très vite s’avérer rentable car il s’agit d’un investissement au long terme. Pour exemple le traitement de la peur de l’avion. Lors d’une thérapie traditionnelle, le patient est accompagné par le thérapeute durant plusieurs vols. Cela est donc particulièrement cher et long pour le patient comme pour le thérapeute. Dans le cas d’une thérapie virtuelle, une fois le casque acheté par le thérapeute, il n’y a plus de dépense ultérieure à faire pour l’un ou l’autre, et la thérapie se fait sur un même lieu en un temps donné.
Lors des séances on peut même parfois noter des « cybermalaises », preuves de l’impact de la thérapie sur le patient. Par ailleurs, les jeunes patients, ainsi que les patients réfractaires aux thérapies traditionnelles, sont très réceptifs à ce type de thérapies qui peuvent sembler plus ludiques et donc moins stigmatisantes. Le patient, dans l’intimité du cabinet, ne se sent pas jugé par des personnes extérieures à son thérapeute comme cela peut être le cas avec les thérapies in vivo qui se situent souvent dans des lieux publics (ex. : lieu de foule pour les agoraphobes). Il se sent également rassuré par le fait qu’il ne risque rien durant la séance, puisqu’il ne s’expose qu’à des dangers virtuels. De plus, la thérapie s’effectue de façon progressive, chaque programme de TERV étant évolutif. Le thérapeute peut ainsi garder le contrôle sur le déroulement des séances et faire varier certains facteurs indépendamment des autres par le biais de son clavier. Il peut aussi, dans certains cas difficiles, interrompre dans l’instant l’exposition au stress.

## Champs d’application

### Rééducation physique
La Réalité Virtuelle Immersive immerge profondément son utilisateur dans un environnement 3D interactif en impliquant de multiples canaux sensoriels (vue, ouïe, toucher). Le patient ressent un haut degré de présence et d’implication, nécessaire pour manipuler les processus cognitifs impliqués dans le contrôle moteur. Elle permet aux thérapeutes un environnement sécurisé pour simuler des situations réelles avec un haut degré de validité écologique et permet aux patients de gagner en confiance et en auto-efficacité. Cette innovation surpasse les solutions précédentes, comme la Wii ou les jeux sérieux sur écran, par son niveau d'immersion et de réalisme bien plus élevé, essentiel pour l'engagement et l'efficacité thérapeutiques. Efficace pour un large éventail de pathologies par sa capacité à personnaliser les exercices et à en adapter le rythme et l'intensité aux besoins individuels. Elle permet une sécurité inégalée pour le travail de tâches qui seraient autrement risquées, encourageant ainsi une participation active et réduisant la sensation de peur entravant les mouvements des patients.

#### Rééducation du rachis
La réalité virtuelle thérapeutique montre de meilleurs résultats que la thérapie conventionnelle dans la prise en charge de certaines pathologies du rachis. Dans un essai contrôlé randomisé, la réalité virtuelle immersive était par exemple plus efficace pour améliorer la proprioception et réduire les limitations fonctionnelles chez les patients avec des douleurs cervicales chroniques.Dans une étude avec 43 participants, l’utilisation d'un dispositif médical de rééducation en réalité virtuelle français a augmenté significativement l'amplitude de mobilité cervicale active, tant chez les patients asymptomatiques que chez ceux souffrant de douleurs cervicales chroniques, avec des bénéfices notables en termes de douleur et d'amélioration de la rééducation fonctionnelle. Une autre étude, confirme les bénéfices significatifs de la réalité virtuelle thérapeutique dans l'augmentation des amplitudes de rééducation du mouvement cervical chez les patients atteints de cervicalgies chroniques.

#### Rééducation des membres supérieurs
Les recommandations de la Haute Autorité de Santé (HAS) concluent que, dans la phase chronique de l'AVC, la réalité virtuelle est recommandée comme complément à la thérapie conventionnelle pour améliorer la fonction motrice du membre supérieur, avec un niveau de preuve modéré. Dans une étude contrôlée randomisée de 60 patients ayant une capsulite rétractile de l'épaule, une amélioration significative a été observée sur la douleur et la fonction de l'épaule dans le groupe utilisant la réalité virtuelle. Des progrès significatifs de la mobilité ont été observés en extension, abduction, adduction, et rotation interne de l’épaule. L'effet de la récompense sur la rééducation des membres supérieurs a été exploré dans un essai contrôlé randomisé, montrant que l'introduction de retours sur performance et de récompenses permet de renforcer l'efficacité de la rééducation, en favorisant l'amélioration motrice et l'engagement du patient.

#### Rééducation des membres inférieurs
La combinaison de la réalité virtuelle thérapeutique avec la rééducation traditionnelle s'est révélée supérieure, tant pour l'amélioration de la force musculaire que pour la mobilité fonctionnelle des membres inférieurs, en particulier chez les hommes âgés, avec une moyenne d'âge de 71 ans. Les recommandations de la Haute Autorité de Santé (HAS) concluent que, dans la phase chronique de l'accident vasculaire cérébral, la réalité virtuelle est recommandée en complément de la kinésithérapie conventionnelle pour améliorer la fonction motrice du membre inférieur, avec un niveau de preuve modéré. La rééducation basée sur la réalité virtuelle par rapport à la kinésithérapie conventionnelle améliore la proprioception globale du membre inférieur chez les patients ayant subi une arthroplastie totale du genou et l'amplitude de mouvement de la cheville et du genou chez les patients après un AVC.

#### Troubles de l'équilibre
La réalité virtuelle thérapeutique peut également être utilisée pour induire différentes réponses posturales en fournissant des perturbations visuelles au système de contrôle postural, qui peuvent ensuite être utilisées comme un outil efficace et abordable pour le travail et la rééducation de la stabilité posturale. La rééducation fonctionnelle en réalité virtuelle couplée à des exercices traditionnels est efficace pour améliorer l'équilibre pour une large variété de patients et de pathologies : les patients atteints d'ataxie cérébelleuse, les femmes souffrant de douleur patello-fémorale, les patients ayant subi un traumatisme crânien, les patients atteints de fibromyalgie, les personnes âgées, les patients atteints de la maladie de Parkinson, les patients atteints d'ataxie dégénérative génétique, les patients post-AVC et les patients atteints de sclérose en plaques.

#### Affections neurologiques
L'intégration de la réalité virtuelle thérapeutique dans la rééducation neurologique marque une avancée significative, offrant un complément efficace aux méthodes conventionnelles.

##### Accident vasculaire cérébral
La Haute Autorité de Santé (HAS) recommande la réalité virtuelle pour améliorer la fonction motrice des membres supérieurs et inférieurs dans la rééducation post-AVC. L’efficacité de la réalité virtuelle thérapeutique après un AVC a été largement étudiée en phase aiguë ou chronique, qu’il s’agisse de son efficacité pour la rééducation motrice et fonctionnelle des membres supérieurs ou inférieurs,,,.
Après un AVC, le principe de la thérapie miroir transposée en réalité virtuelle immersive a significativement amélioré l'indépendance fonctionnelle, l'état de santé ainsi que la qualité de vie des patients. Après amputation, pour les douleurs de membre fantôme, elle est efficace pour réduire significativement la douleur. En intégrant des simulations visuelles du mouvement des membres affectés, elle a montré des bénéfices dans la récupération motrice et cognitive.

##### Maladie de Parkinson
La maladie de Parkinson est une affection dégénérative, touchant 1,5 % de la population de plus de 65 ans, qui atteint autant les hommes que les femmes. Les symptômes de début de la maladie sont subtils : réduction de l’activité, fatigabilité anormale, douleurs mal localisées ou tremblement d’une main. Des gants sensitifs équipés de capteurs permettent de mesurer les déficits fonctionnels dus à la maladie de Parkinson et d’enregistrer leur évolution au cours des différents stades de la thérapie.
La réalité virtuelle thérapeutique améliore significativement l'équilibre chez les personnes atteintes de la maladie de Parkinson avec des progrès significatifs sur la marche, la longueur de la foulée, la vitesse de marche, la coordination, la fonction cognitive, la qualité de vie et diminue les symptômes de dépression. L'utilisation de la réalité virtuelle thérapeutique a été évaluée comme sûre et l’adéquation des patients a été validée.

#### Récupération de l'indépendance et de l'autonomie
La rééducation en réalité virtuelle est efficace pour améliorer l'indépendance des patients dans les Activités de la Vie Quotidienne (AVQ) pour les patients post-AVC, par rapport à la thérapie conventionnelle,, qu’elle soit comparée à la kinésithérapie conventionnelle, ou en association ou non à celle-ci. Les activités instrumentales de la vie quotidienne (AIVQ) sont également améliorées de manière plus significative qu’avec un entraînement physique et cognitif chez les patients âgés avec un trouble cognitif léger.

#### Troubles de l'oreille interne

##### Vestibulaire
L’American Physical Therapy Association (APTA) recommande d’intégrer des exercices en réalité virtuelle immersive pour le travail des déficits vestibulaires périphériques. Utilisée en complément d’exercices d’équilibre, son efficacité a été démontrée : réduction des symptômes, amélioration de l'équilibre et du contrôle postural. Par rapport à des exercices classiques, la sévérité des symptômes, le niveau d’incapacité, l'équilibre dynamique, le contrôle postural, la diminution des vertiges et le niveau d’anxiété se sont améliorés après la séance et à 6 mois,.

##### Cinétoses
Son efficacité a été montrée pour la naupathie, avec 80 % des patients capables de retourner à bord et une amélioration des symptômes et de la gêne fonctionnelle en mer. Ils sont plus résistants aux stimuli cinétogènes et recourent moins aux médicaments,.

### Gestion des troubles d’origine psychique

#### Phobies[61]
Le terme phobie désigne les troubles psychologiques dirigés vers un objet en particulier. Au contact de cet objet, une peur irrationnelle et invalidante au quotidien s’installe. On[Qui ?] estime que 5 à 25 % de la population générale souffre de phobie(s). Deux grandes catégories de phobies sont distinguées : les phobies « simples », axées sur un objet externe (souris, avions, sang, etc.) et les phobies sociales, et l’agoraphobie, qui sont respectivement la peur d’interagir avec les autres et la peur de quitter son environnement proche et de se retrouver dans un endroit dont il serait difficile ou gênant de s’extraire. La plupart des phobies simples sont l’exacerbation d’un sentiment normal. Par exemple, la phobie des araignées représente l’amplification excessive de la sensation que tout le monde ressent à leur contact. Les symptômes ressentis lors de la confrontation à la situation phobogène (celle qui déclenche la peur) sont variables selon le sujet, avec dans les cas extrêmes des attaques de panique, une sensation de mort imminente, tachycardie ou sueurs.
Plus d’un français sur dix a peur de monter dans un avion. Cela est du principalement au fait que l’avion est un engin techniquement inconnu pour les passagers, de taille importante, et hors du contact avec la terre ferme. La plupart du temps, le décollage et l’atterrissage sont les moments du vol les plus pénibles pour ces phobiques de l’air. Pour guérir cela, le patient porte un casque qui simule un trajet virtuel en avion. Assis seul sur un siège, le patient voit à travers son casque le reste de l’avion. Par la fenêtre, il peut se rendre compte du déplacement de l’avion et de l’altitude. Cette technique s’appuie sur les modèles de simulation de vol qui ont déjà fait leurs preuves sur les pilotes. La peur de l’avion par anticipation (peur d’un vol quelques mois à l’avance) peut également être traitée. Les séances incluent, en plus de la thérapie contre l’aérophobie, une simulation de la prise de ticket, du passage des bagages, du transport sur les pistes … voire le fait de préparer ses bagages à la maison ou de regarder des avions à la télévision.
Les premières recherches sur les phobies eurent lieu en 1993 concernant le vertige à l’Université d’Atlanta. Des balcons et ascenseurs virtuels furent créés. Le jeu vidéo Max Payne a aussi fait ses preuves sur certains patients. Certaines personnes sont plus sensibles à la vue du vide. La thérapie consiste dans ce cas à les faire évoluer sur un terrain dans lequel elles auront à passer sur de petites passerelles suspendues dans le vide ou sur des ponts virtuels. D’autres personnes sont plus sensibles à l’élévation dans les airs. Celles-ci prendront des ascenseurs en verre virtuels. La claustrophobie est la peur irrationnelle des espaces confinés, de l'enfermement. Les claustrophobes peuvent ressentir, lorsqu'ils sont exposés à une des situations redoutées, les symptômes d'une attaque de panique. La claustrophobie est souvent associée à l’agoraphobie et touche environ 10 % de la population. Pour traiter les patients, des ascenseurs virtuels ont été créés, ainsi que des espaces étroits, de longs couloirs ou des appareils médicaux dans lesquelles on ressent un enfermement tel que les tunnels pour passer une IRM. À l’inverse de la claustrophobie, le traitement pour la peur des espaces ouverts exposera le patient à des scènes de plus en plus étendues et aérées au fur et à mesure des séances. L’arachnophobie est une des phobies simples les plus fréquentes, en particulier chez les femmes. Il existe un logiciel nommé « SpiderWorld » qui fait pénétrer le patient dans un monde virtuel rempli d’araignées. L’angle de vision est modifié par des mouvements de la tête. Cet univers virtuel comprend trois niveaux d’exposition aux « monstres à huit pattes », allant de petites araignées stationnaires à des spécimens de la taille d’un gros chien qui pourchassent le spectateur et le touchent. La peur de conduire est soit une peur innée soit une peur ayant surgit à la suite d’un accident de la route. La thérapie consiste à exposer le patient à une vue subjective en voiture. Celui-ci est assis sur un siège de voiture et a à sa disposition un volant. Le thérapeute peut régler les intempéries climatiques extérieures, la largeur des routes, l’intensité de la circulation ou les obstacles. En parallèle à la thérapie par réalité virtuelle, le patient peut recevoir des cours de sophrologie pour apprendre à se relaxer. En effet l’anxiété au volant ne met pas seulement en jeu la vie du conducteur mais également celle des autres.
Chaque année, ces phobiques craignent de la petite pluie à la violente tempête. Beaucoup suivent constamment les prévisions météorologiques et annulent leurs activités quotidiennes en raison de la menace du ciel. Les environnements virtuels permettent au patient de s’exposer à différents degrés d’anxiété selon les conditions météorologiques. Ceci est beaucoup plus efficace qu’une thérapie traditionnelle car le thérapeute peut contrôler et modifier la météo et que le patient a confiance car il sait par exemple que la tempête peut s’arrêter à tout moment s‘il ne la supporte pas. La phobie des seringues est une phobie spécifique qui affecte plus de 10 % de la population. Les personnes touchées évitent toute situation associée aux traitements médicaux, même les plus ordinaires. Progressivement au cours des séances, le patient s’habitue à la vue des objets, mais apprend aussi à se relaxer. Son rythme cardiaque et sa respiration sont contrôlés afin de surveiller le degré de son inquiétude. Cela permet à la thérapie d’évoluer lorsque l’inquiétude du patient semble diminuée. Sachant que le sang ou les seringues ne sont pas réels, cela le sécurise. Le but est de pouvoir changer un jour ces objets virtuels en objets réels.
La phobie sociale est un trouble anxieux caractérisé par une peur irrationnelle des situations sociales et une crainte de se trouver embarrassé en public. La phobie sociale peut prendre plusieurs formes : peur de parler, de rougir, de trembler, de bégayer ou de manger en public... En résumé, toute interaction humaine ou avec l’extérieur est source d’anxiété. Les lieux et situations classiquement redoutés par un phobique social sont les fêtes, les réunions, les examens, les rendez-vous, les entretiens d'embauche, les magasins, les ascenseurs, les trains ou les bus. Par réaction (et crainte de subir une attaque de panique), les sujets fuient les lieux qui déclenchent chez eux une angoisse, et peuvent finir à terme par vivre reclus, incapables de quitter leur domicile. La blemmophobie est la peur du regard des autres. Généralement, les patients n’arrivent pas à réaliser certaines actions devant d’autres personnes. Pour les personnes ayant peur de s’exprimer en public, une audience virtuelle est créée. Sur une estrade virtuelle et derrière un pupitre virtuel, la personne s’exprime face à une assistance virtuelle tour à tour captivée, ennuyée ou mécontente. L’agoraphobie est la peur irrationnelle de pénétrer dans un endroit non familier, surtout dans le cas de grands espaces. Elle concernerait 4 % de la population française. Les situations classiquement à risque pour un agoraphobe sont les salles de cinéma, les files d'attente, les trains ou les bus. Par réaction (et crainte de subir une attaque de panique), les sujets agoraphobes fuient les lieux qui déclenchent chez eux une angoisse, et peuvent finir à terme par vivre reclus, incapables de quitter leur domicile. Cette phobie se rapproche de la peur des espaces ouverts, à la différence que la peur peut aussi concerner, en plus des espaces, la peur des personnes non familières. L’ochlophobie est la peur irraisonnée de la foule. De la même manière que les deux phobies précédentes, les patients sont exposés à des scènes dans lesquelles ils sont confrontés à d’autres personnes. Pour l’ochlophobie, il s’agit d’une foule de plus en plus dense au fur et à mesure des séances. La phobie scolaire touche 2 à 5 % des enfants. Elle se caractérise par un refus d’aller à l’école et une somatisation (maux de tête et de ventre apparemment sans cause). Ces patients, le plus fréquemment des enfants, vont virtuellement à l’école et peuvent interagir avec leur professeur ou parler avec d’autres élèves. Certains thérapeutes utilisent les jeux vidéo de la série Les Sims avec les enfants pour comprendre leur phobie sociale. L'acrophobie  est une peur extrême et irrationnelle des hauteurs appartenant à un type de phobie spécifique, a été étudiée dans le cadre d'un traitement en réalité virtuelle.

#### Glossophobie
La réalité virtuelle s’avère également efficace pour traiter la glossophobie, ou peur de la prise de parole en public. Grâce à des environnements immersifs simulant des situations variées – discours devant un grand auditoire, réunions professionnelles, entretiens – le patient peut progressivement s’habituer à l'exposition tout en bénéficiant du contrôle total du thérapeute. Des études ont montré que la réalité virtuelle, combinée à des techniques de coaching spécialisé, permet une amélioration significative des compétences oratoires et de la gestion du stress lié à la prise de parole. Le coach peut ajuster en temps réel la taille du public, les réactions de l’audience ou encore le niveau de difficulté, offrant ainsi un entraînement personnalisé et progressif. Cette approche est particulièrement utile pour les personnes ayant des difficultés à s'exercer dans des contextes réels, leur permettant de gagner en confiance dans un cadre sécurisé avant d’appliquer leurs acquis dans la réalité.

#### Troubles de stress post-traumatique
Les traumatisés ont du mal à recréer mentalement l’objet de leur peur. Ils font souvent une réaction de rejet, d’où l’intérêt de la réalité virtuelle pour recréer ces images et leur faire revivre la scène traumatisante dans un environnement rassurant, jusqu’à désensibilisation. Par exemple, des environnements de guerre sont souvent recréés (Vietnam, Irak, Afghanistan…) pour les anciens soldats souffrant de traumatismes psychologiques. Les concepteurs de ces environnements utilisent des éléments du jeu vidéo « Full Spectrum Warrior ». À l’Université de Washington on effectue aussi des recherches de thérapie par la réalité virtuelle pour les traumatisés du 11 septembre 2001 qui semblent beaucoup aider les patients à faire face à leur traumatisme. Généralement, ils ont des flash-back et s’engagent donc avec émotion dans des images très évocatrices. Ils parviennent alors à mieux accepter ce qu’ils ont vécu. Les images virtuelles de l’évènement du 11 septembre sont inspirées des nombreuses images réelles qui ont été filmées ce jour-là.

## Limites
La réalité virtuelle immersive offre des perspectives innovantes en rééducation, suscitant des interrogations sur le "cybermalaise" (ou "motion sickness"), souvent perçu comme une barrière. Pourtant, les études récentes indiquent que cet obstacle est largement surmontable. Une revue systématique incluant 16 essais avec 663 participants atteints de sclérose en plaques souligne l'absence de risque significatif pour les patients et une amélioration notable de l'adhésion au traitement. Des mesures comme des sessions courtes, des pauses fréquentes et le développement des contenus en réalité virtuelle par des ingénieurs informatiques professionnels et des chercheurs contribuent à minimiser l'impact du cybermalaise, rendant la réalité virtuelle thérapeutique comme une option viable, même pour les populations sensibles.

## Avenir
En 2020, plusieurs hôpitaux français expérimentent les techniques de la thérapie par Réalité Virtuelle incluant les hôpitaux de la Pitié-Salpetriere (Paris),, Sainte Anne (Paris), l'hôpital de la Conception (Marseille), l’Hôpital de Bron (Lyon) et l’Hôpital Pellegrin à (Bordeaux)[réf. souhaitée].
En 2024, de nombreux hôpitaux et centres de rééducation utilisent la réalité virtuelle thérapeutique : l'hôpital Cochin (Paris), le Centre de l'Arche (Rouen), La Clinique de l'Atlantique (Puilboreau - Charente Maritime), EHPAD des Marbiers (Petit-Lancy - Suisse), le CHU de Liège (Belgique), le CHU de la Réunion, l’hôpital Albert-Chenevier (Créteil), la clinique des Rosiers (Dijon), etc.

### Sites aux États-Unis
- (en) « Site de l’hôpital psychiatrique d’Atlanta présentant la particularité des thérapies virtuelles par rapport aux thérapies comportementales et d’« exposition » traditionnelles » (consulté le 9 mars 2007)
- (en) Hunter Hoffman, « Article traitant de la guérison des traumatismes liés aux attentats du 11 Sept par la thérapie par Réalité Virtuelle. » (consulté le 9 mars 2007)
- (en) « Site proposant un test pour savoir si l’on souffre de stress post-traumatique. » (consulté le 9 mars 2007)
- (en) « Site sur le combat du stress post traumatique dû à la guerre par thérapie par Réalité Virtuelle. » (consulté le 9 mars 2007)
- (en) « Site de psychologie et réalité virtuelle avec traitements en ligne. Bonnes illustrations des thérapies. » (consulté le 9 mars 2007)
- (en) « Article du Scientific American N°54, sur l’immersion dans le virtuel à des fins thérapeutiques. », août 2004 (consulté le 9 mars 2007)

### Site canadien
- (fr) « Laboratoire de recherches en cyber-psychologie de l'Université du Québec en Outaouais »

### Sites français
- (fr) Yannick Jullien, Cécile Defrance et Pierre Nugues, « « Principes pour une réalité virtuelle à visée thérapeutique », article traitant de l’application de la RV aux troubles du comportement alimentaire. » (consulté le 9 mars 2007)
- (fr) M. Claude HURIET, Sénateur en 1998., « Site du Sénat. Rapport sur les images de synthèse et le monde virtuel » (consulté le 9 mars 2007)